# Jack Dearlove
Jack Dearlove, né le 5 juin 1911 et mort le 11 juillet 1967, est un rameur d'aviron britannique.

## Carrière
Jack Dearlove participe aux Jeux olympiques de 1948 à Londres et remporte la médaille d'argent en huit, avec Guy Richardson, Michael Lapage, Ernest Bircher, Paul Massey, John Meyrick, Alfred Mellows, Christopher Barton et Charles Lloyd.